# Lepechinia hastata
Lepechinia hastata là một loài thực vật có hoa trong họ Hoa môi. Loài này được (A.Gray) Epling mô tả khoa học đầu tiên năm 1940.

## Hình ảnh

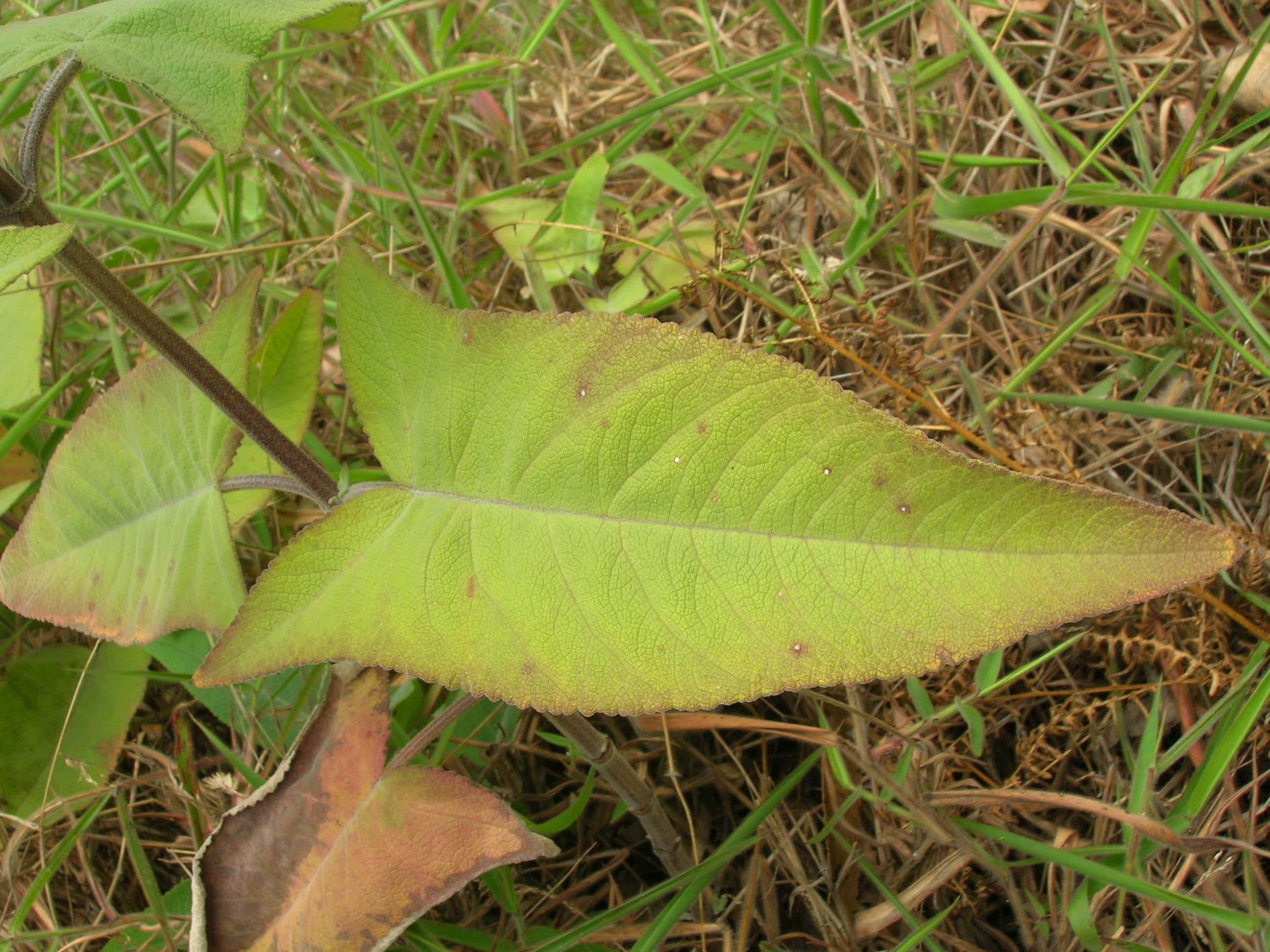
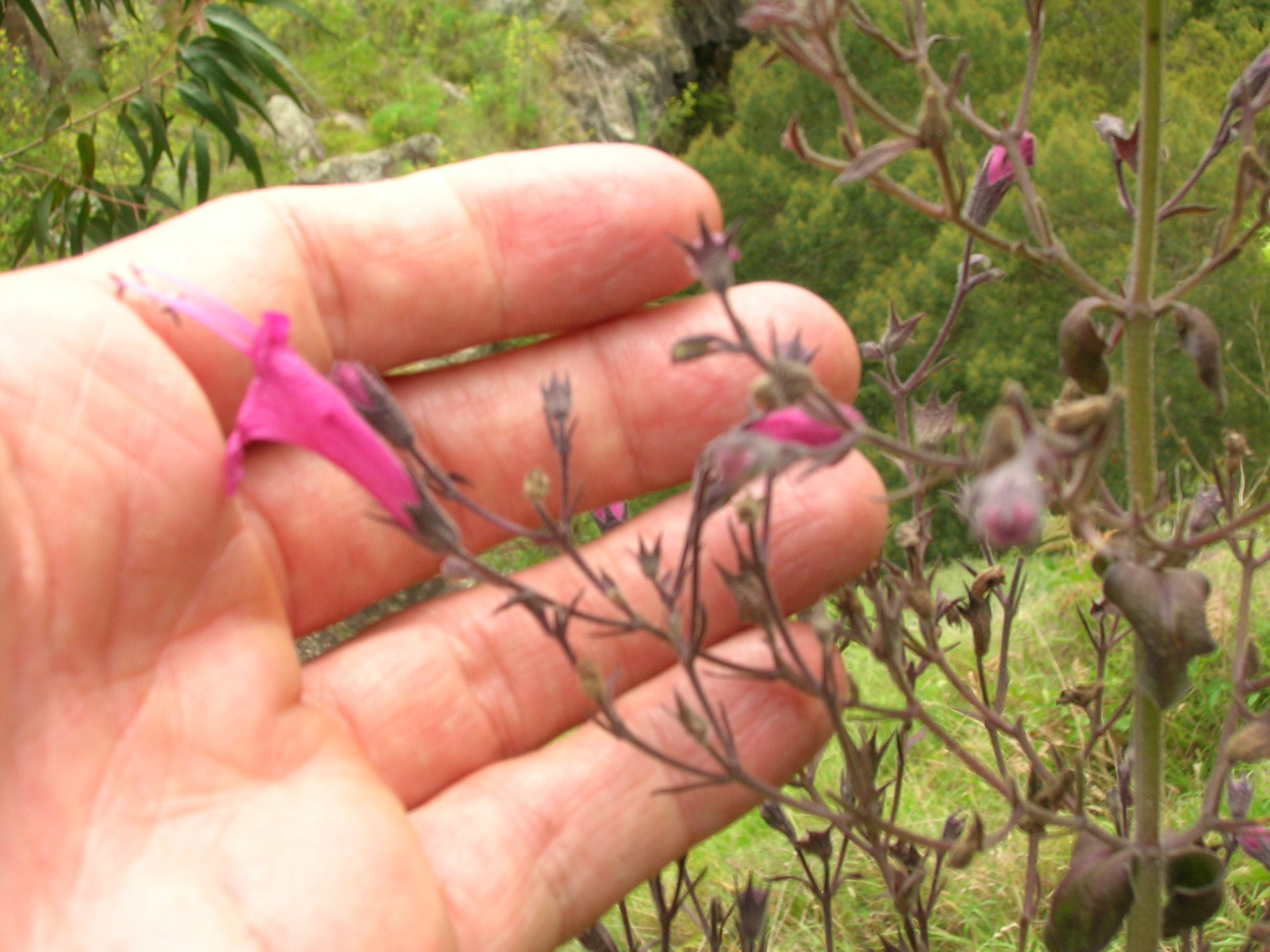
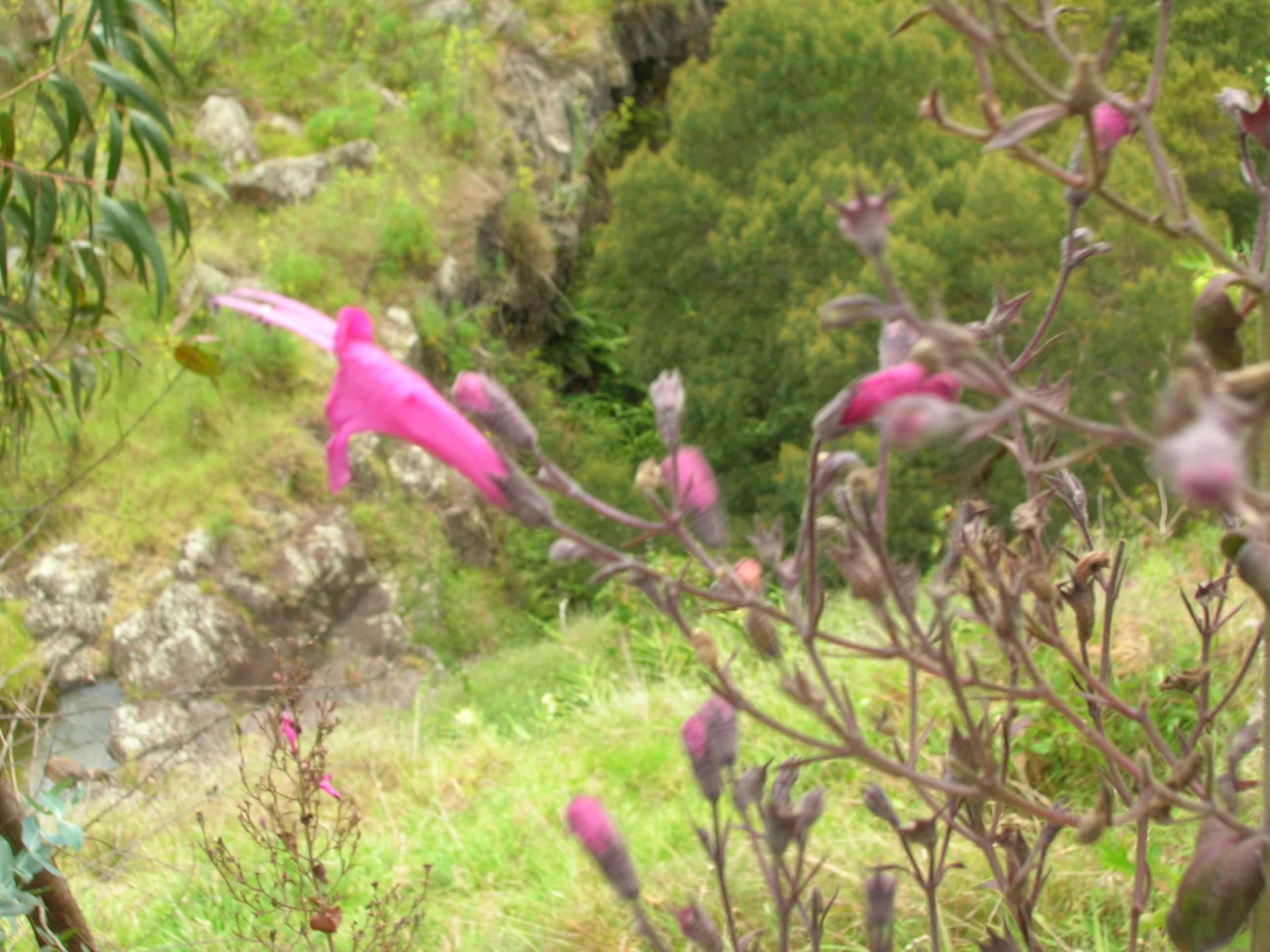
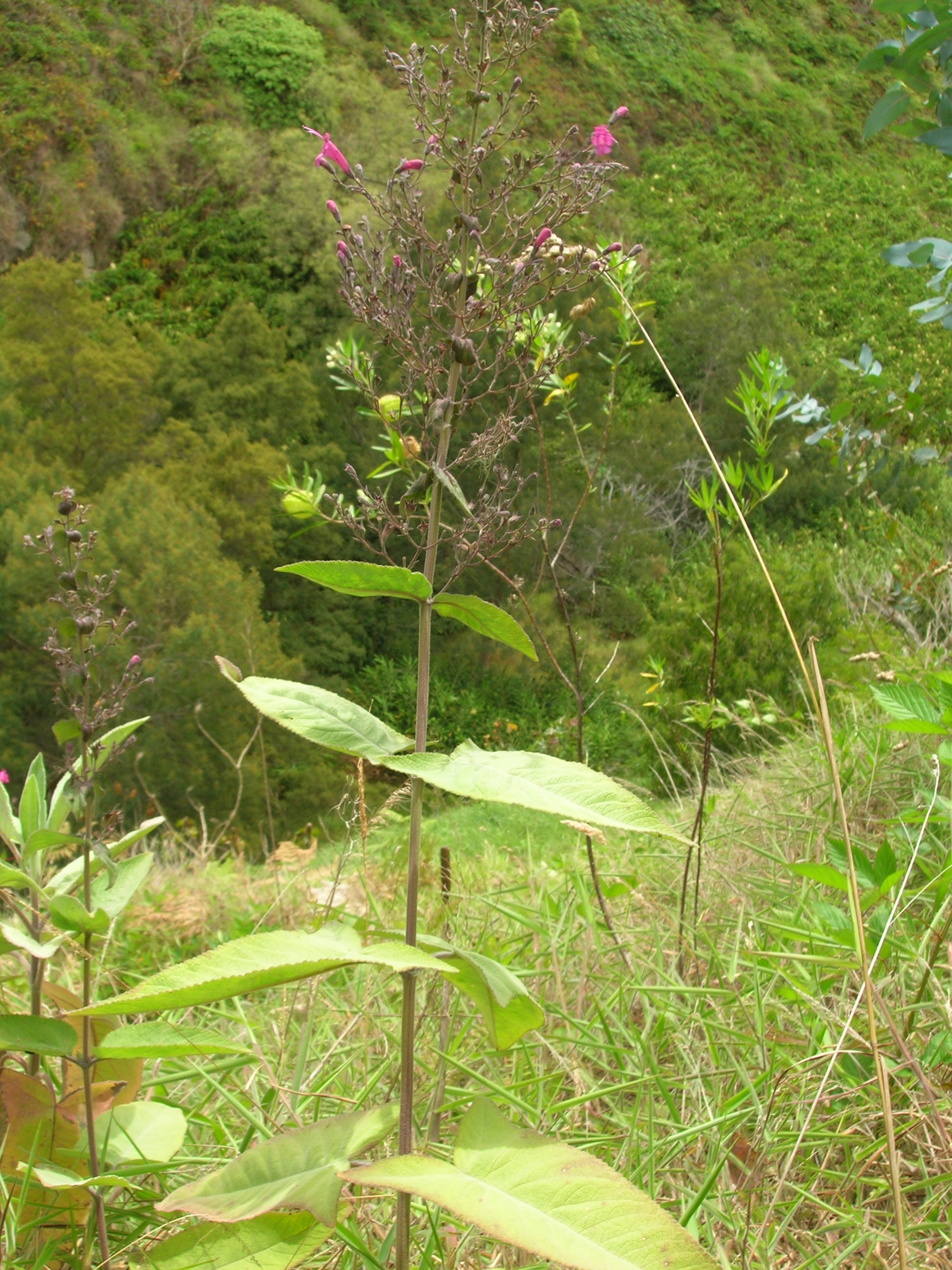